# De la Gardieska fälttåget
De la Gardieska fälttåget var ett svenskt fälttåg lett av Jakob De la Gardie för att stödja Sveriges kandidat till den ryska tronen.

## Bakgrund
Efter den ryske tsaren Fjodor I:s död 1598 inleddes det som i Ryssland kallas Stora oredan 1598–1613. Eftersom Fjodor inte hade någon tronarvinge, stod den ryska tronen ledig, och många var intresserade av den, bland dem Vasilij Sjujskij som stöddes av Sveriges kung Karl IX. Eftersom Karl IX inte ville ha en rysk tsar som var stödd av Polen, slöt han ett avtal i Viborg den 28 februari 1609 med Sjujskij: en svensk armé på 5 000 man ledd av unge fältmarskalken Jakob De la Gardie skulle gå in i Ryssland, och sätta Sjujskij på tronen. Sverige skulle i gengäld få Kexholms län för evig tid. Den svenska hären skulle också få 32 000 rubel i månaden i underhåll.

## Förlopp

### Mot Moskva
Den första marschen gick mot Novgorod, där Sjujskijs brorson Michail Sjujskij väntade. Hans här på 1 000–1 500 man anslöt sig till den svenska; de la Gardie hade dock förväntat sig fler. Den 2 maj 1609 bröt armén upp och marscherade mot Moskva, som då var under belägring av folk som var trogna Dimitri (Dimitri var Fjodor II:s yngre bror som mördats vid unga år). Evert Horn och arméns förtrupp intog Staraja Russa. Den 12 maj anlände de la Gardie och huvudarmén. Horn hann upp och besegrade de flyende ryssarna vid Kamenka den 15 maj. Den 17 juni intog Horn Torzjok efter en lysande svensk seger.
Sedan tågade den svenska hären mot Tver. Den 13 juli slutade första slaget vid Tver oavgjort. Vid andra slaget vid Tver vann svenskarna. De la Gardie lyckades med det som så många efter honom misslyckades med: att inta Moskva. Det gjorde han den 12 mars 1610 och möttes med jubel från Moskvas invånare.

### Klusjino
I juni 1610 lämnade de la Gardie och Dmitrij Sjujskij Moskva för att häva Stanisław Żółkiewskis belägring av Smolensk. Den aktiva fasen av fälttåget slutade med att de la Gardies här förintades av Żółkiewski armé i slaget vid Klusjino den 25 juni 1610. Freden slöts i det som kom att kallas De la Gardies dagtingan.

### Följder

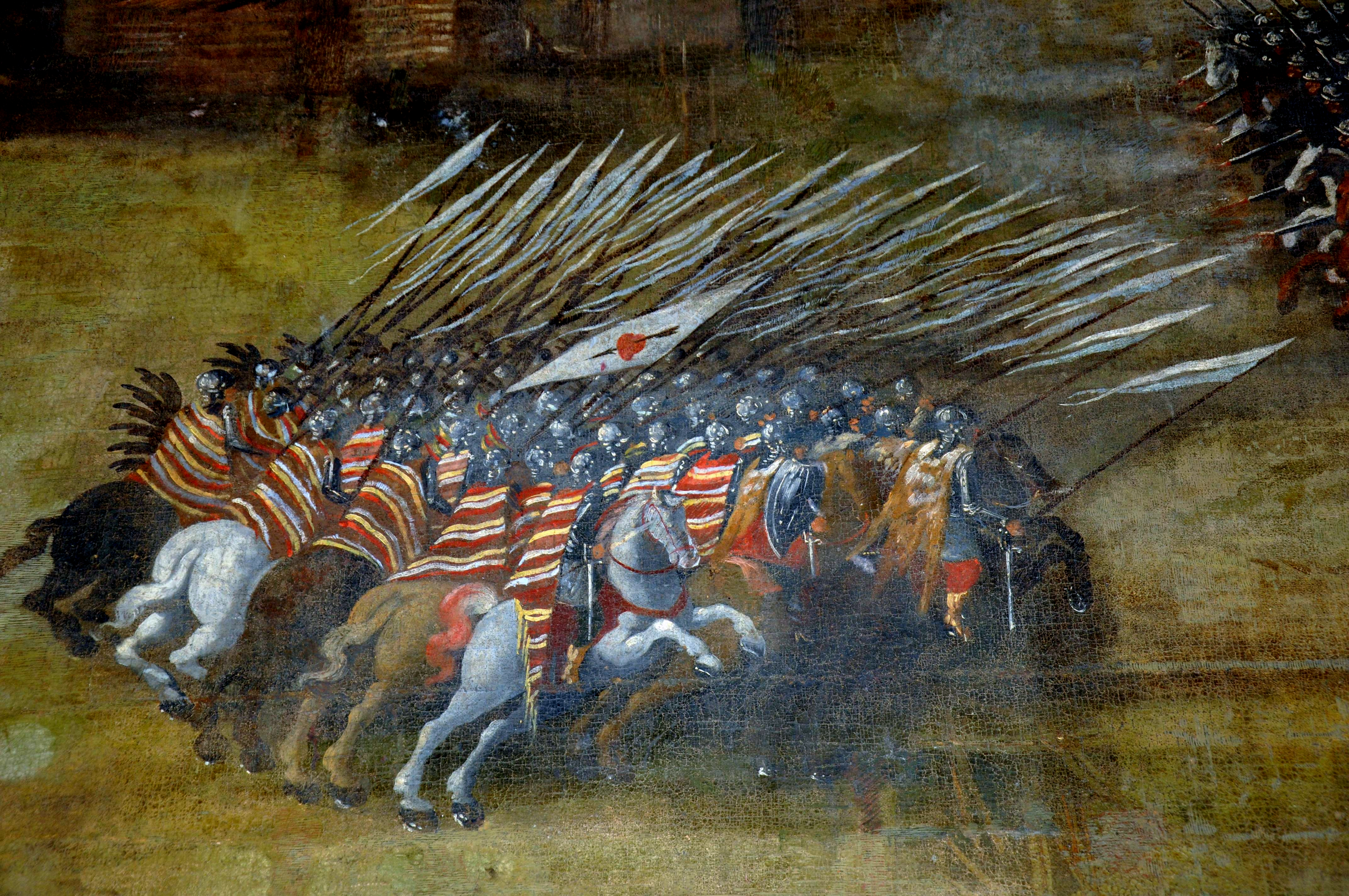
Polska bevingade husarer vid Klusjino.

Polackerna kunde nu installera Sigismunds son Vladislav Vasa som tsar. När Ryssland sedan vägrade att lämna över Kexholm till Sverige började det Ingermanländska kriget som pågick mellan 1610 och 1617.